# Рецептор ретиноевой кислоты
Рецептор ретиноевой кислоты (англ.  Retinoic acid receptor,  RAR) — ядерный рецептор. Действует, как фактор транскрипции, который активируется как полностью транс-ретиноевой кислотой, так и 9-цис-ретиноевой кислотой.
Существуют три рецептора ретиноевой кислоты (RAR): RAR-альфа, RAR-бета и RAR-гамма, кодируемые генами RARA, RARB, RARG соответственно. Каждая изоформа рецептора имеет десять вариантов сплайсинга: четыре для альфа, четыре для бета и два для гамма. Как и другие ядерные рецепторы типа II, RAR гетеродимеризуется с RXR, и в отсутствие лиганда димер RAR / RXR связывается с элементами гормонального ответа, известными как элементы ответа на ретиноевую кислоту (RARE), в комплексе с корепрессорным белком. Связывание лигандов-агонистов с RAR приводит к диссоциации корепрессора и привлечению коактиваторного белка, который, в свою очередь, способствует транскрипции нижележащего гена-мишени в мРНК и, в конечном итоге, в белок. Кроме того, экспрессия генов RAR находится под эпигенетической регуляцией метилированием промоторов.